# L'Homme H
Pour plus de détails, voir Fiche technique et Distribution.
L'Homme H (美女と液体人間, Bijo to ekitainingen, littéralement La Belle et les Hommes liquides), est un film japonais réalisé par Ishirō Honda, sorti en 1958, et dont les effets spéciaux sont assurés par Eiji Tsuburaya. Produit et distribué par la Tōhō, il s'agit du premier volet de la « trilogie des mutants » avant The Secret of the Telegian (1960) et The Human Vapor (1960), eux-mêmes inspirés par The Invisible Avenger (1954) de Motoyoshi Oda.
Il raconte l'histoire de disparitions soudaines de voyous qui se « dissolvent » mystérieusement en ne laissant que leurs vêtements sur place. La police est dans l'impasse jusqu'à ce qu'un scientifique leur explique sa théorie. Les tests atomiques de bombes H dans le Pacifique produiraient des radiations qui rendraient la pluie radioactive et dissoudraient les corps (en épargnant les vêtements !). Les victimes ne seraient alors pas complètement mortes mais se métamorphoseraient en des sortes de créatures liquides pouvant dissoudre et absorber les êtres humains (à part leurs vêtements elles aussi !). La police rejette cette théorie farfelue et continue son enquête dans le monde criminel. Au fur et à mesure, elle doit cependant admettre que ces créatures, surnommées « hommes H », existent réellement et se terrent dans les égouts de Tokyo. Elle doit maintenant trouver un moyen de les détruire.
Ce film est l'un des rares tokusatsu (films à effets spéciaux) de Honda et Tsuburaya (avec The Human Vapor, The Secret of the Telegian et Matango) qui ne comprend pas de kaijū (monstres géants) mais se concentre plutôt sur des délinquants, des chanteurs de boites de nuit et des créatures radioactives et liquides. La bande son n'est pas réalisée par Akira Ifukube, le compositeur habituel des tokusatsu de la Tōhō, mais par Masaru Satō, d'orientation plus jazzy, ambiance qui colle plus au film qui prend place autour du monde de la nuit.

## Synopsis
Par une nuit pluvieuse dans la banlieue de Tokyo, un trafiquant de drogue nommé Misaki et son complice Uchida (Makoto Satō) chargent quelque chose dans une voiture. C'est alors que Misaki se met à hurler de douleur sans raison et tire avec son arme dans le vide avant d'être écrasé par un taxi. Effrayé, Uchida se sauve. Mais lorsque le chauffeur sort pour voir le corps, il ne trouve que ses vêtements. La police découvre de la drogue dans ceux-ci et se rend à son appartement pour enquêter, ne trouvant que sa petite amie, Chikako Arai (Yumi Shirakawa (en)), qui déclare que Misaki n'est pas rentré depuis cinq jours et qu'elle ignorait tout de ses activités criminelles. La police ne la croit pas mais la laisse partir dans l'espoir qu'elle serve d'appât pour retrouver Misaki.
Chikako est chanteuse et travaille dans un cabaret ce soir-là lorsqu'un homme étrange l'aborde pour demander des informations sur Misaki. La police l'arrête et il s'avère être le docteur Masada (Kenji Sahara (en)), un scientifique très respecté qui explique faire des recherches sur les effets secondaires des explosions atomiques. Il a une théorie selon laquelle la nuit où Misaki a disparu, la pluie était peut-être radioactive et il se serait en fait dissout. Il pense également que Misaki a peut-être été sur un navire japonais qui s'est égaré trop près d'un test atomique effectué sur l'atoll de Bikini ou l'île Christmas.
De retour chez elle cette nuit-là, Chikako est attaquée par un gangster nommé Nishiyama d'un gang rival à la recherche de Misaki. Il menace Arai pour savoir où il se trouve mais, sans réponse de sa part, il repart par la fenêtre sous les yeux de Chikako qui se met soudain à hurler et s'évanouit, alors que des coups de feu retentissent. En enquêtant, la police trouve des vêtements et une arme à feu par terre mais aucun corps. Elle soupçonne Chikako mais la laisse tout de même libre.
Le docteur Masada explique à la police qu'il a déjà entendu des histoires d'hommes se dissolvant et qu'il a des témoins oculaires d'un tel événement. Les témoins en question, deux pêcheurs, racontent l'histoire d'une rencontre avec un navire abandonné en mer. Montés à bord avec 5 autres hommes, ils ont constaté que le navire semblait en bon état, mais durant leur exploration, n'ont découvert aucune trace de l'équipage à part des piles de vêtements abandonnés. Alors qu'ils inspectaient la cabine du capitaine, l'un des pêcheurs était resté derrière pour récupérer une partie des vêtements. Une masse aqueuse a alors jailli de l'obscurité et l'a dissout, ne laissant que ses vêtements à lui. Les hommes restants ont tenté de s'échapper alors que d'autres masses aqueuses apparaissaient. Seuls les deux témoins seraient parvenus à regagner leur navire. Leur capitaine n'a pas cru à leur histoire jusqu'à ce que lui et le reste de l'équipage voient d'étranges formes vertes se déplacer sur l'étrange vaisseau. Arrivés au port, ils ont informé les autorités de l'étrange rencontre et leur ont remis le journal de bord qu'ils avaient récupéré. Masada a ce journal de bord et lit un certain nombre de paragraphes qui semblent confirmer sa théorie selon laquelle l'explosion atomique peut faire fondre les gens.
Masada montre ensuite à la police une expérience sur laquelle il travaille et qui semble montrer qu'un rayonnement intense peut faire fondre des choses. Il expose une grenouille au rayonnement et elle se dissout comme prévu. Masada démontre en outre que malgré son état actuel, la grenouille est toujours capable de tuer des choses et de les absorber. Chikako est convaincue après ce qu'elle a vu que Misaki est mort, tué de la même manière que les pêcheurs. Les indices se rejoignent tandis que Masada réalise qu'une partie du navire abandonné s'est échoué dans le port de Tokyo, et que les créatures elles-mêmes doivent être en liberté dans la ville.
Chikako admet qu'elle en avoir assez du harcèlement policier et dénonce le principal gangster du club où elle chante. La police encercle le bâtiment puis commence à envoyer des agents en civil à l'intérieur. Certains des criminels se rendent compte que quelque chose ne va pas et tentent de partir, mais sont arrêtés par les agents immédiatement dehors. Deux gangsters s'échappent par les vestiaires du club, mais sont attaqués et tués par les créatures. Une autre créature apparaît également dans le vestiaire de Chikako. Dans le reste du bâtiment, des coups de feu peuvent être entendus alors que de plus en plus de créatures, désormais surnommées les « hommes H », commencent à envahir le lieu. Masada arrive au club juste au moment où les hommes H commencent à partir. La police fouille le bâtiment et dénombre tous les gangsters morts ou vivants. À tort, ils pensent qu'Uchida est également mort, mais il a en fait simplement enlevé ses vêtements et s'est échappé dans la nuit.
Le docteur Maki (Koreya Senda (en)), le supérieur de Masada, montre à la police une deuxième expérience avec la grenouille qui prouve que les créatures ne tuent pas simplement leurs victimes mais qu'elles les absorbent également. Maki publie ses découvertes dans la presse et admet l'existence des hommes H. Des plans sont élaborés avec de l'électricité et du feu afin de détruire les créatures qui vivent actuellement dans les égouts sous la ville. 
Chikako est enlevée par Uchida et l'emmène à une cachette d'héroïne dans les égouts, qui est très proche de l'antre des hommes H. Alors que les deux refont surface, ils voient certains des créatures. Uchida ordonne à Chikako de retirer ses vêtements dans l'espoir que la police pense qu'elle a également été tuée. Masada trouve ses vêtements flottant dans une rivière près d'une sortie d'égout et en conclut que Chikako doit être en-dessous. Il descend et la recherche tandis que les préparatifs de la police pour incendier le réseau d'égout sont presque terminés.
Uchida, maintenant perdu dans les tunnels, est attaqué et tué par les hommes H. Chikako, également seule et perdue, voit l'essence couler de la surface. Masada entend ses cris et la sauve alors qu'elle fuit les flammes et les hommes H qui sont tous détruits par le feu.
De retour à la surface, le docteur Maki affirme avec confiance que les hommes H ont tous été détruits, mais avertit que si l'homme continue à faire exploser des bombes H dans le monde entier alors les hommes H pourraient un jour gouverner le monde.

## Fiche technique
- Titre : L'Homme H
- Titre original : 美女と液体人間 (Bijo to ekitainingen?)
- Réalisation : Ishirō Honda
- Scénario : Takeshi Kimura
- Production : Tomoyuki Tanaka
- Musique : Masaru Satō
- Photographie : Hajime Koizumi
- Montage : Ichiji Taira
- Société de production et de distribution : Tōhō
- Pays d'origine :  Japon
- Langue originale : japonais
- Format : couleur
- Genre : science-fiction
- Durée : 87 minutes
- Dates de sortie :
  - Japon : 24 juin 1958
  - États-Unis : 28 mai 1959
  - France : 5 juin 1959

## Distribution
- Akihiko Hirata : l'inspecteur Tominaga
- Kenji Sahara (en) : le docteur Masada
- Yumi Shirakawa (en) : Chikako Arai
- Makoto Satō : Uchida
- Koreya Senda (en) : le docteur Maki
- Yōsuke Natsuki
- Eitarō Ozawa : l'inspecteur Miyashita
- Hisaya Ito : Misaki

## Accueil critique
Un critique du New York Herald Tribune qualifie de film de « coup de poing de bonne humeur lors d'essais de bombes atomiques. [...] Le film plaide clairement contre l'utilisation de bombes nucléaires. En même temps, il y a beaucoup de divertissements vivants dans l'histoire qui implique des policiers, des trafiquants de drogue, des scientifiques et de très jolies filles japonaises ». Le Daily Variety décrit le film comme « bien fait » et « apparemment plus réfléchi » que Prisonnière des Martiens et Le Retour de Godzilla. La critique qualifie le scénario de Takeshi Kimura d'« efficace » et la réalisation de Honda comme tirant « pleinement parti de l'histoire [qui est une] production techniquement excellente ». Le Monthly Film Bulletin note que le film a « tous les défauts et qualités habituelles de la fiction japonaise d'horreur et de science-fiction. [...] Mais pour les effets spéciaux, la photographie astucieuse et la mise en scène spectaculaire, les Japonais ont de nouveau battu leurs homologues hollywoodiens à leur propre jeu : L'élément fantastique de la disparition des corps et le liquide mobile est brillamment réalisé ».